# Оса (журнал)
«Оса́» — русский литературно-художественный иллюстрированный сатирический журнал, выходивший в Санкт-Петербурге с апреля 1863 по май 1865 года.

## История
Сатирический листок с карикатурами «Оса» выходил в Санкт-Петербурге с апреля 1863 года еженедельно.
Выпускался в качестве приложения к журналу «Якорь».
Издатель — Ф. Т. Стелловский, редактор — Аполлон Григорьев (с начала 1864 лишь официальный), соредактор — И. П. Бочаров.
Начиная с № 37 1864 года издавал и редактировал журнал Н. И. Шульгин, соредактором был Н. А. Александров, затем — П. П. Сухонин.
Редакция «Осы» считала своей главной задачей борьбу с революционно-демократической прессой. Журнал заполнялся главным образом грубой бранью в адрес «Современника», «Русского слова» и «Искры». Для журнала характерны шовинистические тенденции. Иногда «Оса» выступала в защиту распространения грамотности в народе и проявляла некоторый интерес к русскому народному творчеству.
Для «Осы» писали Д. В. Аверкиев, И. А. Арсеньев, И. Г. Долгомостьев, А. А. Козлов, Вс. Крестовский, Н. Н. Страхов и другие.
Карикатуры принадлежали Н. В. Иевлеву, Я. Я. Громову и В. Крестовскому.
После перехода журнала в руки Шульгина характер издания изменился, хотя оно и не приобрело четкой политической программы. На заглавной виньетке были помещены портреты Пушкина, Грибоедова, Гоголя, Фонвизина, Федотова и Радищева. Журнал выступал против либеральной и реакционной прессы. Шульгин полностью сменил состав сотрудников журнала, пригласив Н. А. Александрова, А. К. Шеллера (Михайлова) и др.